# Otto Krisement
Otto Krisement (* 21. August 1920 in Leverkusen; † 6. Juni 2013 in Münster) war ein deutscher Theoretischer Physiker und  Hochschullehrer.

## Leben
Otto Krisement studierte Physik, Mathematik und Meteorologie an der Universität zu Köln. Nach der Promotion (1950) übernahm er 1953 am Max-Planck-Institut für Eisenforschung in Düsseldorf die Leitung des neu eingerichteten „mikrokalorimetrischen Laboratoriums“. In den Wintersemestern 1952/53 und 1955/56 war er Gastdozent an  der Technischen Hochschule Stockholm bzw. am Cavendish-Laboratorium in Cambridge.
Nach der Habilitation und der Auszeichnung mit dem Masing-Preis der Deutschen Gesellschaft für Metallkunde wurde er 1960 Privatdozent an der RWTH Aachen und 1965 Professor am Fachbereich Physik der Universität Münster, wo er später bis zu seiner Emeritierung 1985 das „Institut für Theoretische Physik II“ (jetzt: Institut für Theoretische Festkörperphysik) leitete.
Seine Forschungsinteressen, die anfangs auf dem Gebiet der anwendungsnahen Metallforschung lagen, verlagerten und verbreiterten sich später zur Theorie klassischer Flüssigkeiten, zu metallischem Magnetismus, zur Theorie der Phasenübergänge, der Spingläser und Neuronaler Netze.

## Publikationen (Auswahl)
- Eduard Houdremont,  Otto Krisement: Betrachtung über die Unterkühlung von Umwandlungsvorgängen als Grundlage für die Martensitumwandlung. Verl. Stahleisen 1953
- Mitteilung aus dem Max-Planck-Institut für Eisenforschung. Abh. 863. Keimbildung und Teilchenwachstum bei der Ausscheidung in Mischkristallen. Verl. Stahleisen 1960